# 神明順成王后
神明順成王后　劉氏（しんめいじゅんせいおうこう　りゅうし、シンミョンジュンソンワンフ　ユシ、신명순성왕후）は、高麗太祖王建の第3后妃。第3代国王定宗、第4代国王光宗の生母。父の劉兢達（유긍달）は新羅に位置する忠州の有力豪族であった。
本貫は忠州劉氏。太祖の王后の中で、最も多数の子女を儲けた。死後は王太后に追尊された。

## 家族
- 父：劉兢達（ユ・グンダル、生没年不詳）
- 母：不詳
- 夫：太祖

### 子女
男子
- 長男：太子泰
- 次男：定宗
- 三男：光宗
- 四男：文元大王貞
- 五男：證通国師

女子
- 長女：安貞淑儀公主　- 新羅の敬順王の妻。
- 次女：興芳宮主 - 姓は劉（母の姓）。元荘太子の妻。

## 登場作品
テレビドラマ
- 太祖王建（KBS、2000年 - 2002年、配役：チョン・ミソン）
- 光宗大王 〜帝国の朝〜（KBS、2002年、配役：チョン・ヨンスク）
- 輝くか、狂うか（MBC、2015年、配役：チ・スウォン）
- 麗〜花萌ゆる8人の皇子たち〜（SBS、2016年、配役：パク・チヨン）